# Langues hlaï
Les langues hlaï, ou langues li sont un groupe de langues taï-kadaï parlées dans l'île d'Hainan en Chine.

## Classification
Les langues hlaï forment un des trois groupes de la famille des langues taï-kadaï, avec les langues kam-taïes et les langues kadaïes.

## Liste des langues
Les langues hlaï sont:
- bouhin
- langues grand-hlaïes
  - ha em
  - langues hlaïes centrales
    - langues hlaïes de l'est
      - hlaï
      - langues qi
        - tongzha
        - zanolui
        - baoting

    - langues hlaïes du nord
      - langues hlaïes du nord-ouest
        - cun
        - nadou

      - langues hlaïes du nord-est
        - langues meïfu
          - changjiang
          - moyfaw

        - langues run
          - baïsha
          - yuanmen